# Рора (Италия)
Рора́ (итал. и пьем. Rorà, окс. Roraa) — коммуна в Италии, располагается в регионе Пьемонт, в провинции Турин.
Население составляет 262 человека (2008 г.), плотность населения составляет 21 чел./км². Занимает площадь 12 км². Почтовый индекс — 10060. Телефонный код — 0121.
Покровительницей коммуны почитается святая Анна, празднование 26 июля.

## История
Рора — это транскрипция древнего названия деревни, что означает дуб. Дубовые леса когда-то покрывали долину. Существование поселения с обозначенными границами (по-прежнему практически неизменными) подтверждается документом, датированным 1251 годом. Её история похожа на все горные деревни Пьемонта: изначально это была феодальная семья (Luserna), позже свободная община.
История Рора также связана с присутствием вальденсов, последователей религиозного движения, которое в XII веке в Лионе проповедовал Пётр Вальдо (отсюда и название) — торговец, который отказался от всего своего имущества, чтобы следовать учению Христа. Его учение, похожее в некотором смысле на учение святого Франциска, было отвергнуто Римской Церковью.
В XVI веке вальденсы присоединились к протестантской реформации, организовав свои общины по кальвинистской модели. Вследствие чего вальденсы столкнулись с правовой дискриминацией и жестокими преследованиями. В 1655 году войска Савойи вторглись в долины вальденсев, но Рора была защищена Джошуа Джанавелло и его сподвижниками. В 1686 году произошло новое вторжение, многие вальденсы были депортированы, заключены в тюрьму или отправлены в Швейцарию, а три года спустя возвращены («Славная репатриация»). Гражданские и политические права вальденсов были признаны только 17 февраля 1848 года.
Как и другие горные поселения, Рора затронул феномен эмиграции второй половины XIX века. Эмиграция осуществлялась главным образом во Францию и Южную Америку, следствием чего стала депопуляция. Но, в отличие от других горных поселений, муниципалитету Рора удалось объединить слабую сельскохозяйственную экономику с более прибыльной производственной деятельностью. Вплоть до XIX века население занималось производством извести, а затем — обработкой камня Luserna.
Жители Валь-Пелличе — и Рора в частности — поддерживали движение Сопротивления. В Рора нашли убежище несколько семей из еврейской общины Турина: Де Бенедетти, Леви, Амар, Бачи и Террачини общей численностью 21 человек. Роберто Террачини, скрывавшийся здесь с семьёй, — один из самых значимых художников Турина в XX веке.

## Экономика
Базовые отрасли экономики Рора — сельское хозяйство, животноводство и горная промышленность. В прошлом здесь добывали железо. Позже — известняк, использовавшийся для производства извести в построенных для этого печах.
С 1800 года была налажена обработка ламеллярного гнейса или камня Лузерны, который на протяжении десятилетий стал важным элементом местной экономики.
Среди ресурсов деревни, помимо камня и дерева, очень большое значение имеет питьевая вода из природных источников. Воду бутилируют как для внутреннего рынка, так и на экспорт.
Другим важным направлением в экономике Рора является туризм, развивающийся здесь с начала XX века. Большинство домов Рора семьи из Италии и других стран держат в качестве загородных резиденций для летнего отдыха.

## География
Поселение расположено в долине Валь-Пелличе, на правом берегу реки Пелличе.

## Природа
Природа долины в значительной степени сохраняет свой естественный облик, что делает местность привлекательной для интересных прогулок среди буковых и каштановых лесов (особенно популярен парк Монтано). С высоты Rocca Bera и Uvert-Valanza, доступных для пеших прогулок, открываются потрясающие виды на равнину.
Кроме того на карте долины отмечены несколько натуралистических и исторических маршрутов, а также маршруты для горных велосипедов, являющихся частью туристической трассы Пинероло.

## Культура
В 1973 году в Роре была основана Società di Studi Rorenghi, ассоциация, способствующая развитию культурной жизни долины, занимающаяся организацией выставок, конференций, экскурсий и кинопоказов. Несколько выставок были представлены в Музее Рора, где собраны свидетельства о жизни деревни (обработка камня и извести, история Вальденсев и их быт). Другие мероприятия часто проводятся в Вальденском зале и в библиотеке. В 1980 году была основана ремесленная мастерская, которая с 2004 года реализует проект, связанный с сохранением традиций использования местной овечьей шерсти. Также являясь членом ассоциации Musicainsieme, учреждённой Музыкальной школой Валь-Пелличе, Муниципалитет Рора принимает участие в организации различных совместных музыкальных событий.
В 2017 году в Рора появился ещё один культурный проект: арт-резиденция «Дом с печкой», курируемая художниками Сергеем Баловиным и Клаудией Беккато. «Дом с печкой» привлекает в Рора итальянских и зарубежных художников, вдохновляемых местной природой и аутентичным деревенским бытом.
Музей «Le Loze di Rorà»
Музей «Le Loze di Rorà» в Рора включает две экспозиции, имеющие важное значение в представлении жизни местного населения. Первая экспозиция расположена в самом сердце деревни: в одном из древнейших зданий находится музей Вальденса, где собраны артефакты и предметы повествующие о насыщенной и богатой событиями жизни жителей Рора, крестьян и рабочих карьеров. Другая часть экспозиции находится под открытым небом: это карьер Тупине, не действующий ныне, но представляющий собой состояние оригинальных карьеров ХІХ-го века. Вдоль горной трассы размещены натуральной величины манекены, изображающие различные этапы работ на карьере.

## Демография
Динамика населения:

## Администрация коммуны
- Официальный сайт: http://www.comune.rora.to.it/